# Les Lionnes (série télévisée)
Pour les articles homonymes, voir Les Lionnes.
Production
Diffusion
Les Lionnes est une série télévisée française créée par Olivier Rosemberg et Carine Prévot et réalisée par Olivier Rosemberg.
Cette comédie d'action est une production des sociétés Les Films Entre 2 & 4 et Bob Story pour Netflix.

## Distribution
- Rebecca Marder :
- Zoé Marchal :
- Naidra Ayadi :
- Tya Deslauriers :
- Pascale Arbillot :
- Jonathan Cohen :
- François Damiens
- Brahim Koutari
- Lucas Mortier
- Ali Gendi
- Victor Sansano
- Anastasia Augst

## Production

### Genèse et développement
Cette comédie d'action est une production des sociétés Les Films Entre 2 & 4 et Bob Story pour Netflix,.
La série est écrite par Olivier Rosemberg, Carine Prévot et Mahault Mollaret, réalisée par Olivier Rosemberg et produite par Benjamin Bellecour, Jonathan Cohen pour la société de production Les Films Entre 2 & 4, et Carine Prévot et Olivier Rosemberg pour Bob Story.

### Tournage
Le tournage de la série a lieu de la mi-septembre à novembre 2024  à Salon-de-Provence et à Marseille, puis de janvier à février 2025 à Paris et en région parisienne,,.

### Fiche technique
Sauf indication contraire, les informations mentionnées dans cette section peuvent être confirmées par les bases de données cinématographiques  présentes dans la section « Liens externes ».
- Titre français : Les Lionnes
- Genre : comédie d'action
- Production : Benjamin Bellecour, Jonathan Cohen[1], Jean-Toussain Bernard, Carine Prévot, Olivier Rosemberg
- Société de production : Les Films Entre 2 & 4[1],[2], Bob Story
- Société de distribution : Netflix[1]
- Réalisation : Olivier Rosemberg[1]
- Scénario : Carine Prévot, Olivier Rosemberg, Mahault Mollaret
- Montage : Audrey Simonaud
- Pays de production :  France
- Langue originale : français
- Format : couleur
- Nombre de saisons : 1
- Nombre d'épisodes : 8
- Durée : 52 minutes
- Dates de première diffusion :